# Якоб I фон Финстинген-Шваненхалс
Якоб/Жак I фон Финстинген-Шваненхалс (на френски: Jacques I von Vinstingen; на немски: Jakob von Vinstingen-Schwanenhals; * пр. 1361; † между 20 юли 1388 и 15 октомври 1389) от фамилията на господарите на Малберг в Айфел, е господар на Финстинген (на френски: Fénétrange) и Шваненхалс, господар на Димеринген (в Гранд Ест) и Варсберг (в Гранд Ест) в Лотарингия.

## Произход и наследство
Той е най-големият син на (Хуго) Хугелман III фон Финстинген-Шваненхалс (* пр. 1329; † 1362/сл. 1389) и съпругата му Йохана фон Варсберг (* пр. 1337; † сл. 1387), единствена дъщеря на Якоб III фон Варсберг, господар на Тикурт († 1327). Внук е на Хуго II фон Финстинген († 1329). Роднина е на Хайнрих II фон Финстинген, архиепископ на Трир и курфюрст на Курфюрство Трир (1260 – 1286). Брат е на Хугелман IV фрайхер фон Финстинген-Шваненхалс († сл. 1389), капитулар в Мец, и на Фридрих фон Финстинген-Шваненхалс († сл. 1389).
Господарите фон Финстинген получават Димеринген от Херцогство Пфалц-Цвайбрюкен. Синът му Хайнрих III фон Финстинген-Шваненхалс залага през 1421 г. половината господство за 4000 гулдена на граф Филип I фон Насау-Саарбрюкен († 1429).
Чрез наследство господството Димеринген е разделено през края на 15 век между графовте фон Залм и графовете фон Мьорз-Сарверден.

## Фамилия
Якоб/Жак I фон Финстинген-Шваненхалс се жени за Маргарета фон Финстинген-Бракенкопф († сл. 1382), дъщеря на Улрих фон Финстинген († 1387/1389), фогт в Елзас, господар на Фалкенберг, и Мари д' Аспремонт († 1380). Те имат седем деца:
- Хугелман фон Малберг-Финстинген († сл. 1463), катедрален деан в Щрасбург и Мец
- Хайнрих III фон Финстинген-Шваненхалс († сл. 15 юли 1429), женен I. за Елизабет фон Кирбург († сл. 1422), II. за де Росиерес
- Маргарета фон Финстинген-Шваненхалс († сл. 24 януари 1451), омъжен на 15 декември 1402 г. за Йохан III фон Зирк († 19 декември 1437)
- Йоханета фон Финстинген-Шваненхалс (* пр. 1405; † сл. 1413), омъжена сл. 1396 г. за Боемонд фон Етендорф-Хоенфелс в Елзас († сл. 7 юли 1408)
- Якоб фон Финстинген-Шваненхалс (* пр. 1422; † сл. 1473?)
- Вилхелм фон Финстинген-Шваненхалс (* пр. 1443; † 15 юли 1469), женен 1453 г. за Агнес фон Ербах (* пр. 1453; † пр. 1472), дъщеря на шенк Йохан III фон Ербах († 8 февруари 1458), бездетен[3]